# 乌尔里希施泰因
乌尔里希施泰因（德語：Ulrichstein，發音：[ˈʊlʁɪçˌʃtaɪn] ⓘ）是德国黑森州吉森行政区福格尔斯山县的城市，面积65.61平方千米，2023年12月31日人口为3,019人。